# Théocratie
Une théocratie est, au sens premier, un gouvernement dans lequel une ou plusieurs divinités sont reconnues comme autorités suprêmes, ou, au sens dérivé, un régime politique fondé sur des principes religieux ou gouverné par des religieux. Le terme vient du grec θεοκρατία (theokratía), formé à partir des mots grecs « Θεός (Theós) », « Dieu », et « κράτος (krátos) », « pouvoir ».
Inventé par Flavius Josèphe, le terme désigne dans son acception première l'idée que Dieu gouverne, afin de justifier un désintérêt des croyants pour la politique. En ce sens, l'idée de théocratie implique que « l'agir humain, dans toute son ampleur, reçoit sa norme du divin », mais ne correspond à aucune forme de gouvernement humain.
Depuis le XIXe siècle, le terme « théocratie » est le plus souvent employé pour désigner des régimes politiques fondés sur des principes religieux ou gouvernés par des religieux. Dans ce cas, certains auteurs préfèrent parler de « hiérocratie » (du grec ancien : ἱερός, hierós, « sacré »), terme proposé par Max Weber et qui désigne spécifiquement le gouvernement des religieux. Cependant, l'usage le plus répandu est de parler de théocratie dès qu'il y a confusion entre politique et religion.

## Introduction

### Évolution du sens du terme «théocratie» au cours de l'histoire

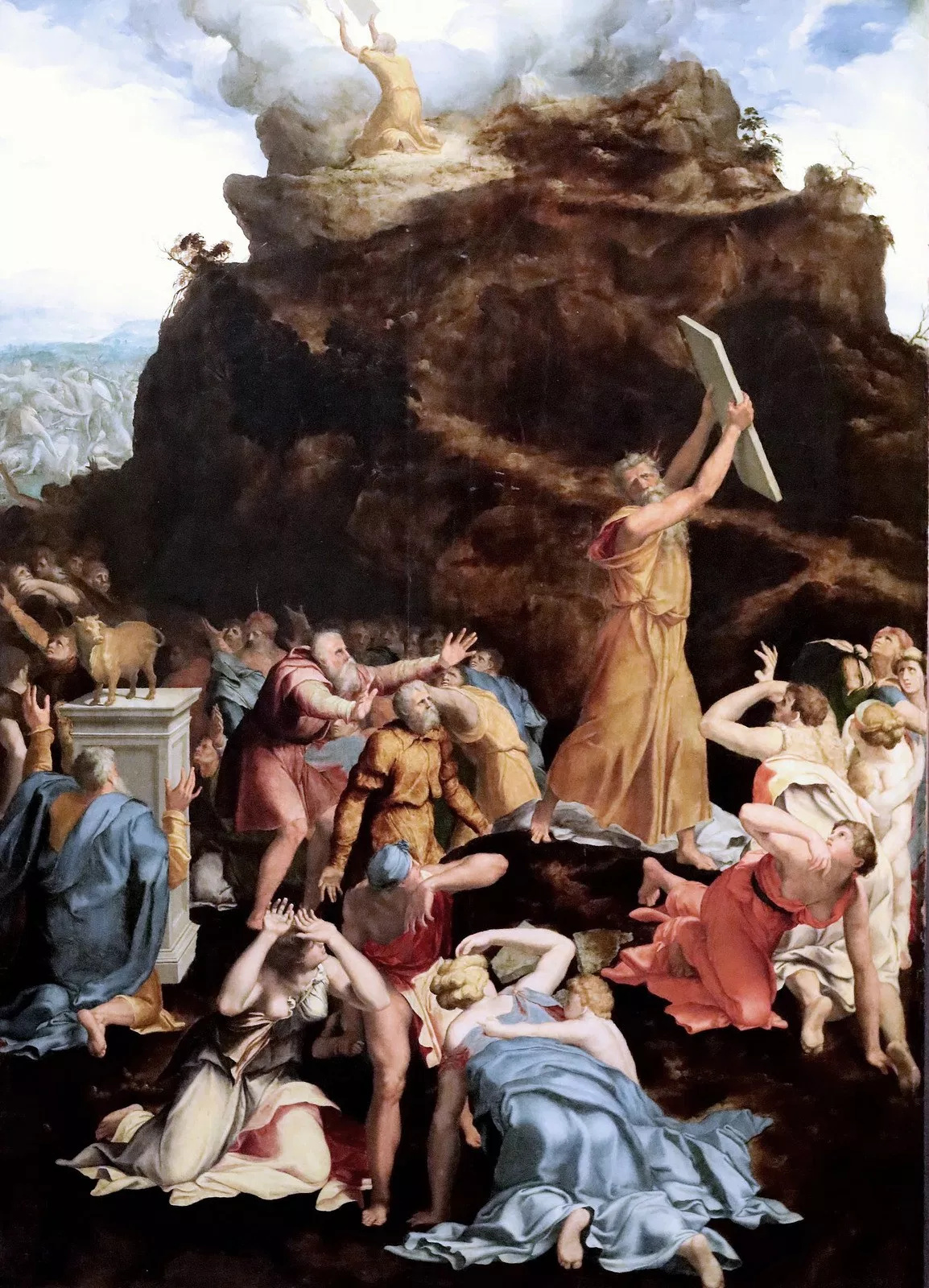
Moïse recevant les Tables de la Loi et les donnant au peuple (Daniele da Volterra).

Chez Flavius Josèphe (env.37-100) la théocratie est pensée à partir du don de la Loi (Thora) par Dieu. Chez Lactance (env. 250-325), le gouvernement de Dieu est pensé à partir de l'idée que Dieu dirige l'histoire par sa Providence. Chez l'un et l'autre, l'idée que Dieu gouverne permet de distinguer clairement le pouvoir de Dieu du pouvoir politique qui est à l'époque celui des Romains. Elle justifie ainsi un désengagement des religieux de la politique. La théocratie est en ce sens apolitique.
Au cours de l'Histoire, l'idée que Dieu gouverne a cependant joué un rôle dans l'élaboration de théories politiques et la mise en place de différentes formes de gouvernements civils. Des théories politiques théocratiques sont identifiables à l'époque hellénistique, selon Marie-Françoise Baslez et Christian-Georges Schwentzel : en Judée sous la dynastie des Hasmonéens ; en Sicile lors de la révolte d'Eunus (ou Eunous) ; en Commagène sous le règne d'Antiochos Ier Théos (vers 69-36 av. J.-C.). On trouverait aussi l'expression d'un « théocratisme » dans le discours officiel d'Alexandre le Grand, à partir de son passage en Égypte, et dans le texte d'une stèle de Ptolémée IV Philopator (stèle dite « de Raphia » datant de 216 av. J.-C. ; le roi y est présenté comme l'instrument terrestre des dieux qui « le font agir »). Dans l'œuvre de Plutarque (Vie d'Alexandre, 27), la réflexion sur le gouvernement divin est attribuée à un philosophe égyptien, Psammon, qui aurait joué, auprès d'Alexandre, le rôle de conseiller politique et de théoricien de la monarchie de droit divin. Il affirmait que « le pouvoir est divin ». Le souverain théocrate affirme qu'il se soumet en tout point à la volonté divine, ce qui lui sert de légitimation pour son pouvoir ; à l'inverse, ceux qui s'opposent à lui sont désignés comme des « ennemis de Dieu ». On trouve notamment cette idée dans le deuxième livre des Maccabées où le contraire du théocrate est le « théomachos », c'est-à-dire « celui qui combat contre Dieu » (2 Mac 7, 19).
Cette réflexion sur le « gouvernement de Dieu » est présente dans les écrits de Savonarole (1452-1498), Calvin (1509-1564), Spinoza (1632-1677) et, plus tard chez Joseph de Maistre, Félicité de la Mennais et Alexis de Tocqueville (1805-1859) ainsi que chez certains acteurs de l'élaboration d'un socialisme chrétien en Russie aux XIXe et XXe siècles.

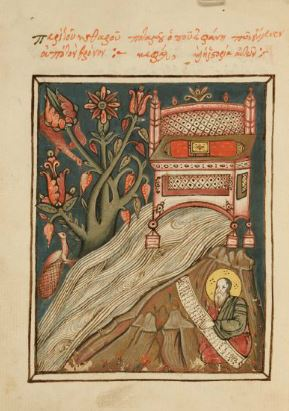
Selon Miguel Vatter, le trône vide peut symboliser une théocratie anarchiste.

Si l'on considère que tout le monde peut connaître la volonté de Dieu, le projet d'une théocratie peut déboucher sur une démocratie directe ou sur l'anarchie (absence de gouvernement): selon Miguel Vatter, c'est une tendance présente dans les traditions juives avec des penseuses comme Franz Rosenzweig, Hannah Arendt, Hermann Cohen, Simone Weil et Gershom Scholem. Si l'on considère qu'il existe une catégorie déterminée de personnes qui est autorisée à dire ce qu'est la volonté de Dieu, et que ce sont ceux-là qui doivent gouverner, le projet d'une théocratie peut déboucher sur une forme de régime totalitaire dirigé par des politiciens-religieux. Pour Savonarole, il n'y a pas de milieu entre l'anarchie et la dictature, il faut que ce soit l'un ou l'autre. Pour Spinoza, la théocratie est au contraire le moyen d'éviter toute forme d'extrémisme politique. Chez Spinoza, l'idée de démocratie dans le sens d'un régime politique qui respecte les libertés est coextensive de celle de théocratie.
Au cours des XIXe et XXe siècles, des auteurs cherchant à interpréter les bouleversements historiques dont ils étaient les témoins, y ont vu les effets de la manière dont Dieu dirige le monde. Ainsi, Pour Joseph de Maistre la Révolution n'a pas été menée par des hommes mais elle est le résultat de l'action de Dieu qui détruit pour reconstruire. Pour Tocqueville, la démocratie qu'il voyait se mettre en place en Amérique est une forme de régime politique qui s'impose de lui-même dans l'histoire comme un effet de la Providence.
Cependant, à la même époque, sur fond des polémiques qui entourent les révolutions, la séparation de l'Église et de l'État, ainsi que la fin des États pontificaux, le terme théocratie commence à désigner, non plus le gouvernement de Dieu, mais celui des religieux. Il sert alors à traiter du rapport entre l'Église et le pouvoir civil. L'idée de théocratie comme gouvernement par des religieux devient alors complémentaire de celle de césaropapisme, notion elle-même élaborée à cette époque ; le césaropapisme désigne la volonté du pouvoir politique de maîtriser la religion tandis que la théocratie désigne la revendication d'une primauté des religieux sur la politique.
Puisque la théocratie pensée comme pouvoir des religieux n'est pas à proprement parler le « gouvernement de Dieu », Max Weber a remplacé le terme de « théocratie » par celui de « hiérocratie », la hiérocratie désignant chez lui un pouvoir de persuasion sans force physique. D'autres auteurs tels qu'Hannah Arendt parlent de « pure théocratie » pour désigner la théocratie comme gouvernement de Dieu et la distinguer de la théocratie comme gouvernement par des religieux.
Le terme de théocratie est devenu de manière imprécise synonyme de dictature, d'État totalitaire ou de confusion du politique et du religieux. Ayant acquis une valeur péjorative, il est aujourd'hui le plus souvent employé dans des polémiques politiques, notamment aux États-Unis, en Israël, dans le monde musulman ou encore à propos de l'ancien Tibet ; ce n'est pas le cas du Vatican, qui est un État de droit et qui adhère à de nombreuses conventions internationales[réf. nécessaire].

### Problème d’universalité du concept de théocratie
La théocratie dans le sens d’un gouvernement de Dieu peut être envisagée dès lors qu’il est question de Dieu et de son activité dans le monde, soit qu’il révèle ses lois, soit qu’il agisse directement en dirigeant la vie des hommes et le cours des événements par sa Providence. À ce titre, la théocratie concerne plus particulièrement le judaïsme, le christianisme et l’islam.
Penser la théocratie comme confusion du politique et du religieux n’a de sens que si l'on considère préalablement ce qui permet de les distinguer. Cependant, la distinction entre politique et religion, ou bien, autrement dit, entre pouvoirs temporel et spirituel, n’est pas d’emblée universelle. Elle ne se pose pas de la même manière dans le judaïsme, le christianisme ou l'islam. Dans d’autres religions, telles que le bouddhisme ou l’hindouisme, ce peut être l’idée même de religion comme réalité distincte du politique qui n’a jamais été envisagée avant que ne commence la mondialisation.

## La théocratie comme gouvernement de Dieu dans l'Antiquité

### Flavius Josèphe
Ce qu'il est convenu d'appeler à la suite de Flavius Josèphe la « théocratie juive » ne correspond à aucun projet politique, mais au contraire marque un désengagement du judaïsme de la politique selon Gershon Weiler. Ce désengagement de la politique se justifie dans le sens où la Thora, c'est-à-dire la Loi, serait le moyen d'un gouvernement par Dieu qui surpasse toutes les formes possibles de régimes politiques. Pour Flavius Josèphe, aucun régime politique ne peut atteindre la plénitude du gouvernement de Dieu, et aucune loi ne peut égaler la perfection de la Thora que Dieu a donnée à Moïse. Un régime politique, quel qu'il soit, n'a qu'une existence subalterne par rapport à la loi de Dieu. C'est donc au nom de la théocratie qu'il est possible d'accepter n'importe quelle souveraineté politique qui ne soit pas celle de Dieu, parce qu'au fond, cela n'a pas d'importance. Ainsi, chez Flavius Josèphe, plus qu'un système politique, la théocratie est une sorte d'idéal de gouvernement qui ne se traduit en aucune forme de régime politique. Au contraire, cet idéal dévoilant la défectuosité de toutes les formes de gouvernement humain, conduirait les Juifs à se désintéresser de la politique que mènent les autres :

« Infinies sont les différences particulières des mœurs et des lois entre les hommes; mais on peut les résumer ainsi : les uns ont confié à des monarchies, d'autres à des oligarchies, d'autres encore au peuple le pouvoir politique. Notre législateur n'a arrêté ses regards sur aucun de ces gouvernements ; il a - si l'on peut faire cette violence à la langue - institué le gouvernement théocratique (θεοκρατία), plaçant en Dieu le pouvoir et la force. »

— Flavius Josèphe, Contre Apion, II, 164-165.
Flavius Josèphe distingue donc la théocratie comme gouvernement de Dieu de toutes autres formes de régimes politiques. Relisant l'histoire des Juifs, il y voit la même distinction : la théocratie dépend de l'existence des tribus sacerdotales qui ne détiennent pas le pouvoir politique, tandis que ceux qui détiennent le pouvoir politique se situent nécessairement en dehors de ces tribus sacerdotales. Les prêtres (les Cohanim) forment donc une classe à part et doivent être choisis parmi les descendants d'Aaron, le frère de Moïse, qui ne doivent notamment pas épouser de non-Juives.

« Pour nous, qui avons reçu cette conviction que la loi, dès l'origine, a été instituée suivant la volonté de Dieu, ce serait même une impiété que de ne pas l'observer encore. Et en effet, que pourrait-on y changer ? Que trouver de plus beau ? ou qu'y apporter de l'étranger qu'on juge meilleur ? Changera-t-on l'ensemble de la constitution ? Mais peut-il y en avoir de plus belle et de plus juste que celle qui attribue à Dieu le gouvernement de tout l'État, qui charge les prêtres d'administrer au nom de tous les affaires les plus importantes et confie au grand-prêtre à son tour la direction des autres prêtres ? »

— Flavius Josèphe, Contre Apion II.
Parallèlement à l'existence de ces prêtres chargés des « affaires les plus importantes », Flavius Josèphe identifie dans l'histoire d'Israël trois modes successifs de gouvernement, celui des patriarches bibliques, des juges et des rois. Le respect de la Loi ne dépend pas de ces modes de gouvernement qui ont eu une existence subalterne par rapport à la théocratie et la perte de la souveraineté nationale qui a suivi la fin de la monarchie n'a pas mis fin au respect de la Loi par le peuple d'Israël. Le respect de la loi devient donc le culte d'un peuple devenu sans État, et Israël peut accepter n'importe quelle domination politique étrangère sans que cela mette fin à la théocratie.

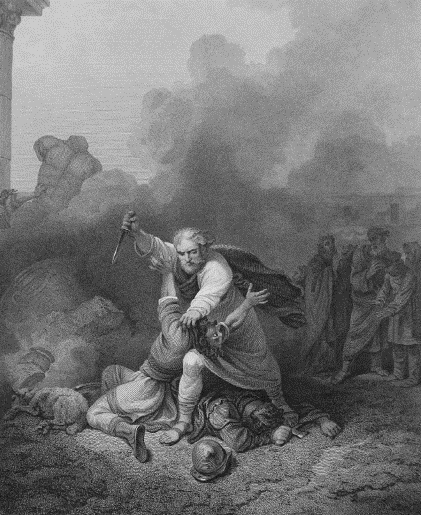
Mattathias punissant les idolâtres.

La distinction entre la théocratie telle que la conçoit Flavius Josèphe et une théocratie qui serait sur un plan politique le refus de tout autre souveraineté que celle de Dieu peut se faire dans l'œuvre même de Flavius Josèphe. En effet, alors que dans le Contre Apion, il légitime l'acceptation par les Juifs du pouvoir romain, ailleurs dans son œuvre, il décrit aussi la révolte menée par Judas Maccabée contre les Grecs}}

« Un Galiléen, du nom de Judas, excita à la défection les indigènes, leur faisant honte de consentir à payer tribut aux Romains et de supporter, outre Dieu, des maîtres mortels. »

— Flavius Josèphe, Guerres des Juifs, II,7,2.

« Ses sectateurs s'accordent en général avec la doctrine des Pharisiens, mais ils ont un invincible amour de la liberté, car ils jugent que Dieu est le seul chef et le seul maître. »

— Flavius Josèphe, Antiquités judaïques, XVIII,6.
Flavius Josèphe a créé le mot « théocratie » pour défendre l'idée que le peuple juif pouvait accepter l'autorité politique des Romains, cependant Flavius Josèphe avait lui-même combattu les Romains avant de se ranger de leur côté. Il reste possible de percevoir qu'une certaine ambiguïté dans l'idée de théocratie chez Flavius Josèphe reflète celle du personnage.

### Règne de Dieu et pouvoir des hommes dans le Nouveau Testament

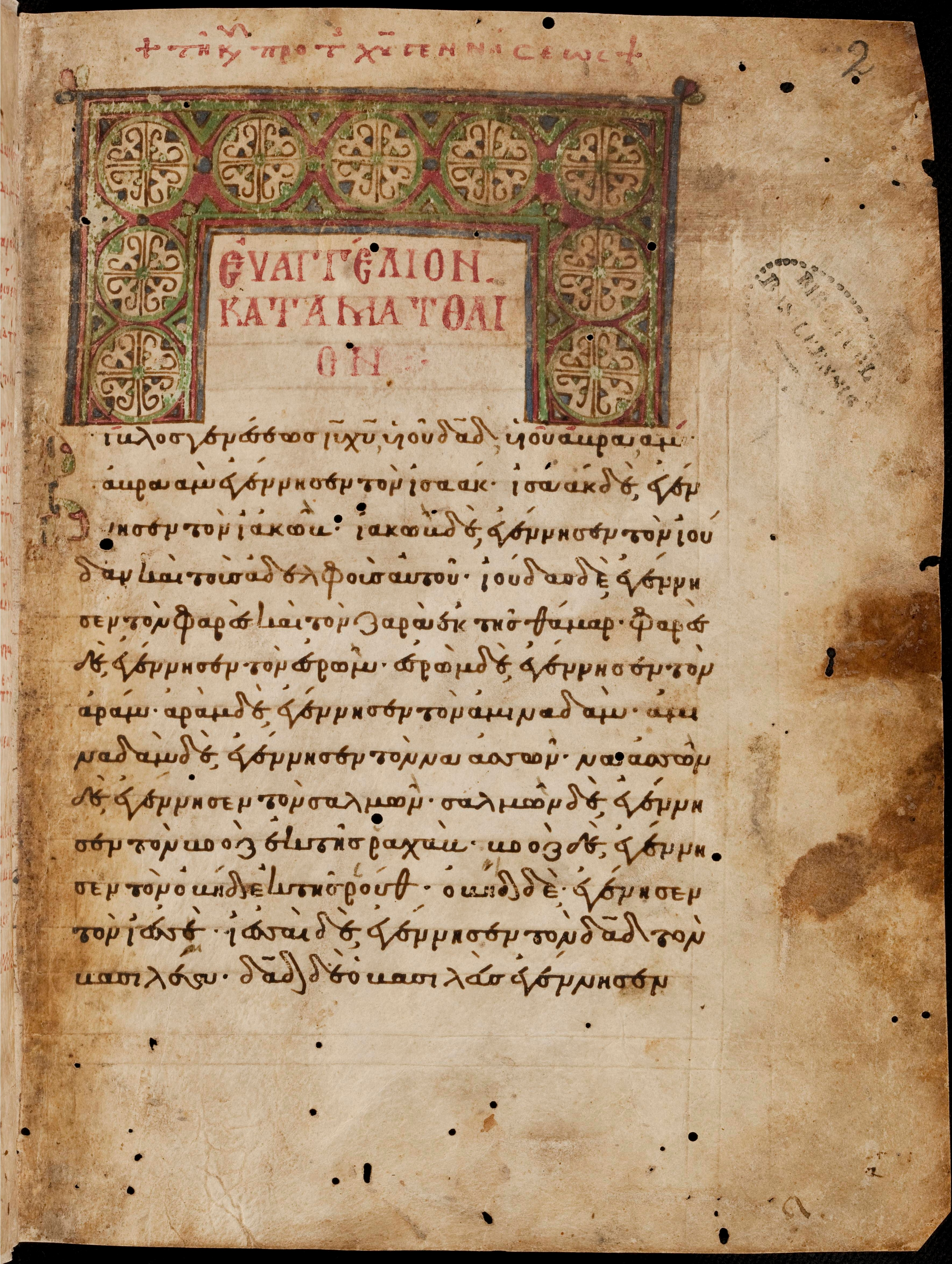
Page en grec du Nouveau Testament.

Dans les écrits du Nouveau Testament, contemporains de ceux de Flavius Josèphe, se trouvent à la fois l'idée d'un règne de Dieu, mais aussi que le pouvoir civil doit être respecté. Le Nouveau Testament comporte ainsi de nombreux passages se rapportant à la question du gouvernement et qui peuvent être interprétés en rapport les uns avec les autres, mais ils ne développent pas une théorie politique de manière systématique.
Alors que dans les Actes des apôtres, il est écrit qu'« il faut obéir à Dieu plutôt qu'aux hommes », d'autres passages demandent une soumission au pouvoir civil en vivant soi-même dans la justice la plus parfaite, et avec la conviction que le pouvoir civil est capable de la justice :

« Soumettez-vous à toute institution humaine à cause du Seigneur : soit à l'empereur, comme souverain, soit au gouverneur, comme envoyé par lui pour châtier les malfaiteurs et louer les gens de bien. Car c'est la volonté de Dieu qu'en faisant le bien, vous fermiez la bouche à l'ignorance des sots. Agissez en hommes libres, et non en hommes qui font de la liberté un voile pour leur méchanceté, mais en esclave de Dieu. Honorez tout le monde, aimez la fraternité, craignez Dieu, honorez l'empereur. »

— Première lettre de saint Pierre, 2, 13-17.
Une distance prise avec le politique est attestée par la géographie des Évangiles. Ils font en effet le récit d'évènements qui se déroulent principalement à l'écart des centres politiques et économiques de l'époque. Les bourgs mentionnés, tels que Nazareth, Capharnaüm, Cana ou les rives du lac de Tibériade sont sans réelle importance économique et politique à cette époque, tandis qu'à proximité de là, existent des villes beaucoup plus importantes qui ne sont pas mentionnées par les Évangiles, telles que Tibériade ou Scythopolis et Hippus, deux des villes de la Décapole.
Enfin, le thème du « Royaume des cieux » ou du « règne de Dieu » est constant dans les Évangiles puisqu'il est l'objet principal de la prédication de Jésus. Et, c'est sous l'accusation d'avoir voulu être roi que Jésus est condamné. À cette accusation est opposée la revendication d'une royauté qui n'est pas de ce monde. D'autre part, les disciples ne doivent pas désirer gouverner à la mode de ceux qui gouvernent les nations.

### Le gouvernement providentiel de Dieu d'après Lactance

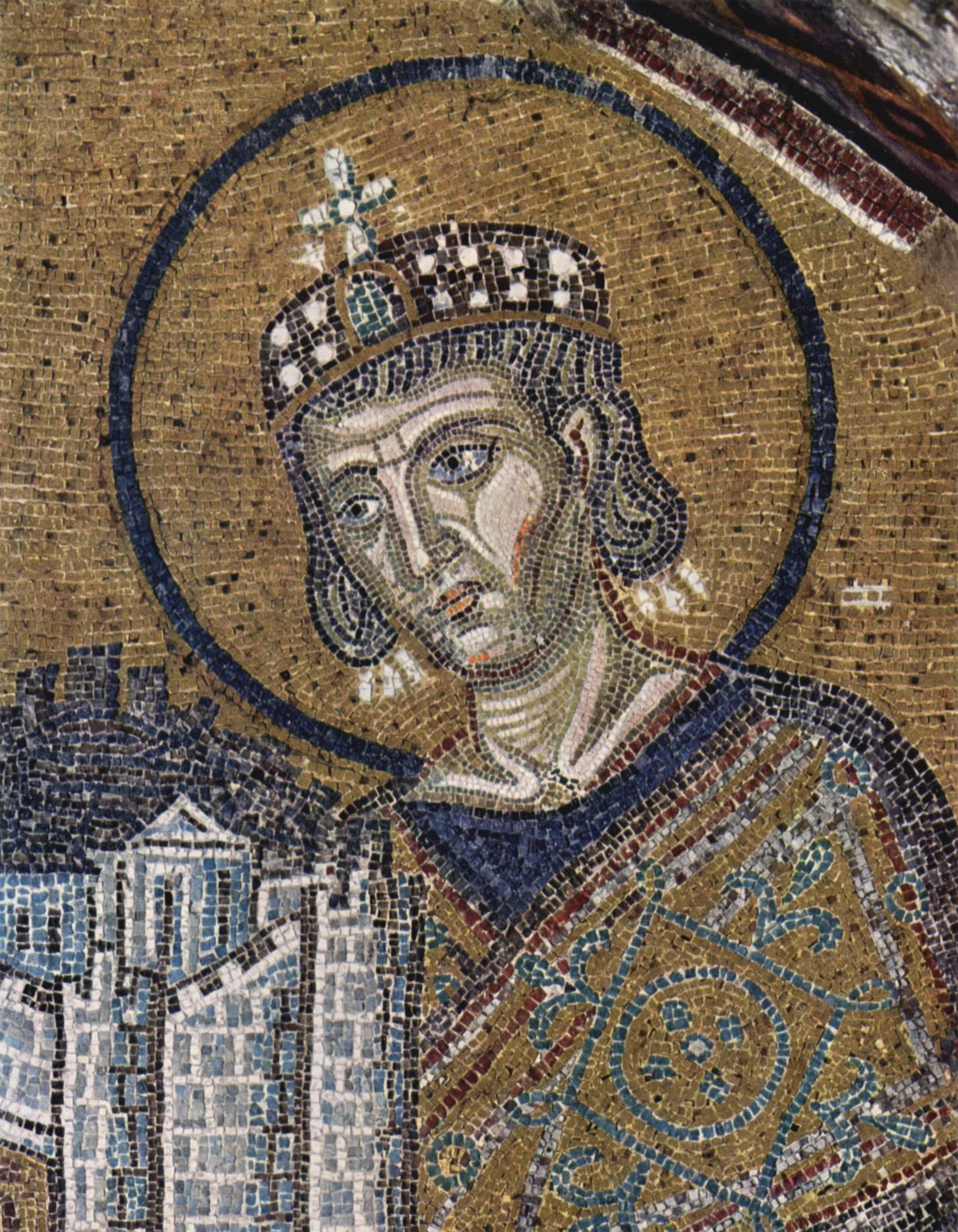
Portrait de Constantin dans la basilique Sainte-Sophie à Istanbul.

Le pouvoir de l'empereur romain a progressivement été légitimé par une théologie ou une philosophie qui a conduit à ce qu'à la fin du IIIe siècle le pouvoir de l'Empereur soit pensé en rapport avec l'idée d'un dieu suprême. Le pouvoir absolu dont se dote l'empereur Dioclétien est ainsi réfléchi à partir de celui d'un Jupiter Exsuperantissimus. Au début du IVe siècle, lorsque l'empereur Constantin accède au pouvoir, il devient le premier empereur chrétien. Dès lors, des intellectuels chrétiens de l'époque, en particulier Lactance et Eusèbe de Césarée, reformulent une doctrine du pouvoir impérial en se référant à la philosophe d'auteurs latins et grecs.
Lactance passe la fin de sa vie à la cour de l'empereur Constantin où il est précepteur d'un de ses fils. Dans son œuvre, il développe une vision providentialiste de l'histoire, c'est-à-dire que, selon Lactance, quoi que fassent les hommes, c'est Dieu qui gouverne le monde :

« Si Dieu n'a point de mouvement comme en ont tous les êtres qui ont la vie, s'il n'a pas un pouvoir plus étendu que celui des hommes, s'il n'a ni volonté, ni action, ni fonction, il n'est pas Dieu. Quelle plus digne fonction lui pourrait-on attribuer que celle de gouverner le monde, que celle de prendre soin des créatures qui ont le sentiment de la vie, et principalement des hommes, desquels dépend tout ce qu'il y a sur la Terre ? »

— Lactance, La colère de Dieu, IV.
La théologie politique de Lactance est clairement théocratique, les lois et les gouvernements seraient inutiles si chacun s'appliquait à observer la loi de Dieu. Le principe d'une théocratie est donné dans Les Institutions divines :

« La terre ne serait pas inondée de tous ces crimes, si tous les hommes conspiraient ensemble pour observer la loi de Dieu, et pour tenir la conduite que tiennent les chrétiens. Le siècle serait véritablement un siècle d'or, où régneraient la douceur, la piété, la paix, l'innocence, l'équité, la modération et la bonne foi. Il ne faudrait pas une si prodigieuse diversité de lois pour gouverner les hommes. Celle de Dieu suffirait à elle seule pour cet effet. Il ne serait point nécessaire de les épouvanter par l'horreur des prisons, par la vue des épées nues, par les menaces de châtiment. La sainteté des commandements divins s'insinuerait dans leurs cœurs avec une douceur incroyable, et les porterait à toutes sortes de bonnes œuvres. »

— Lactance, Les institutions divines, V,8.

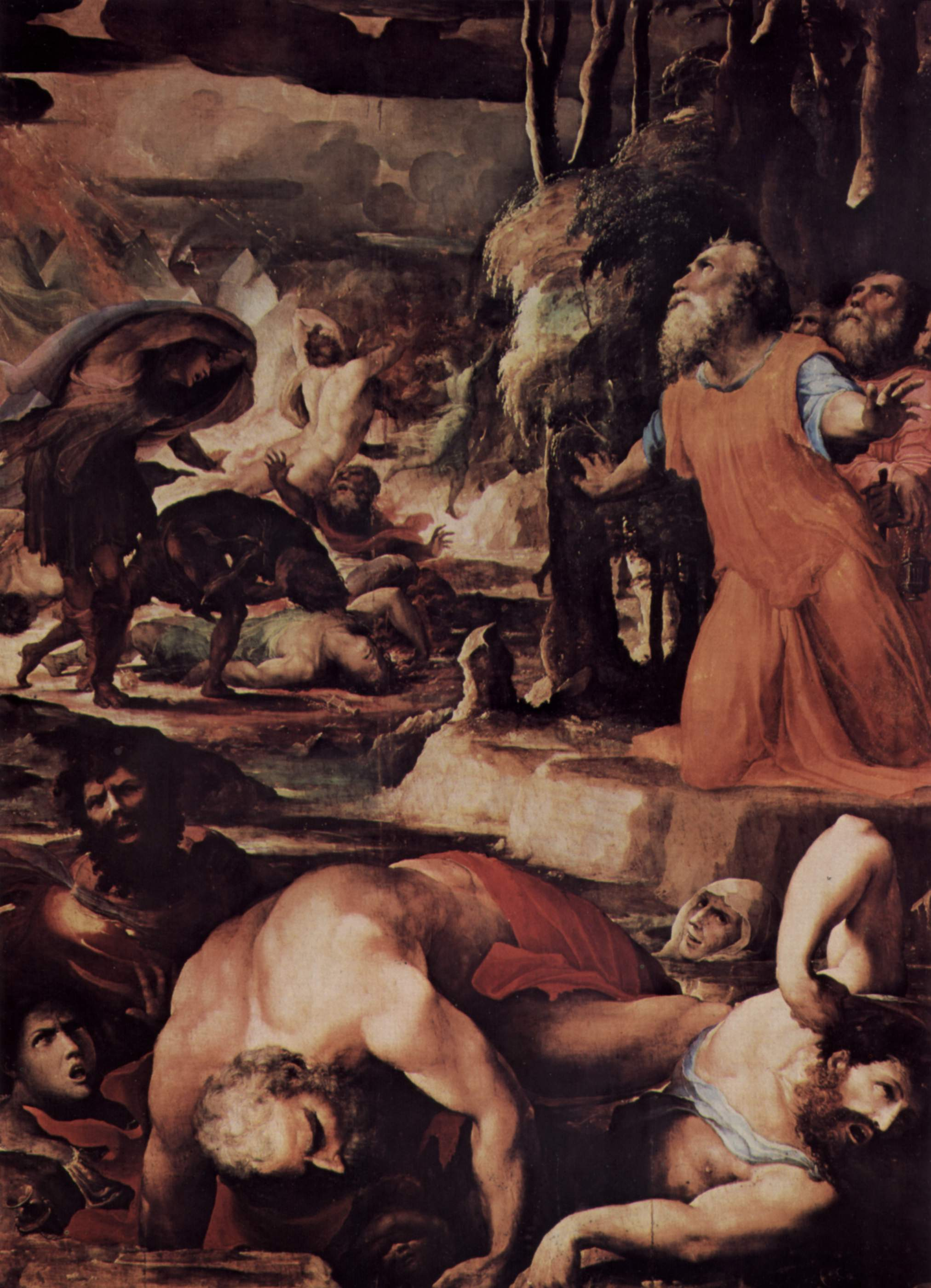
Dies Irae, Domenico Beccafumi, XVIe siècle.

Lactance a une admiration pour Constantin qui n'a d'égale chez lui que sa détestation des empereurs précédents qui ont persécuté les chrétiens. Cependant, pour Lactance, la fonction impériale n'a rien de sacrée car c'est Dieu qui gouverne. Et c'est plus généralement toute fonction politique qui est considérée comme foncièrement incompatible avec la justice car, selon Lactance, le pouvoir politique a son origine dans la cupidité et il est la cause de l'idolâtrie. De la même manière, l'Empire romain n'a aucune valeur en lui-même, il sera ruiné comme les autres. En ce sens la vision politique de Lactance est celle d'une pure théocratie qui désacralise absolument toute forme de pouvoir politique humain.
Lactance divise l'humanité entre les justes et les méchants. Selon les passages, il assimile les justes aux chrétiens ou aux pauvres et les méchants aux non-chrétiens ou aux riches. Pour Lactance, le mal que subissent les méchants sur terre est une punition anticipée de Dieu, tandis que celui que subissent les justes les éprouve dans leur justice et leur donne du mérite. L'Empereur, qu'il persécute les chrétiens ou les soutienne, peut ainsi être un instrument de la providence divine. Cependant, la justice de Dieu sera réalisée de Dieu au dernier jour lorsque le monde entier sera réduit en cendres dans la colère de Dieu. Ainsi, Lactance n'attend rien de Constantin ; il se contente de le féliciter d'être sur la bonne voie et d'avoir été choisi par Dieu, tandis que les méchants qui aujourd'hui échappent à la colère de Dieu ne perdent rien pour attendre. Lactance prévoit aussi que de toute façon les justes auront encore à souffrir dans l'avenir. Mais quoi, qu'il en soit, ils seront tous récompensés. Le providentialisme de Lactance s'apparente à un fatalisme, c'est à peine s'il appelle à la conversion. Sa théologie décourage toute volonté de faire l'histoire par une volonté politique puisque c'est Dieu seul qui en est le maître.

## Utopies théocratiques et essais de démocratie à la Renaissance

### Savonarole

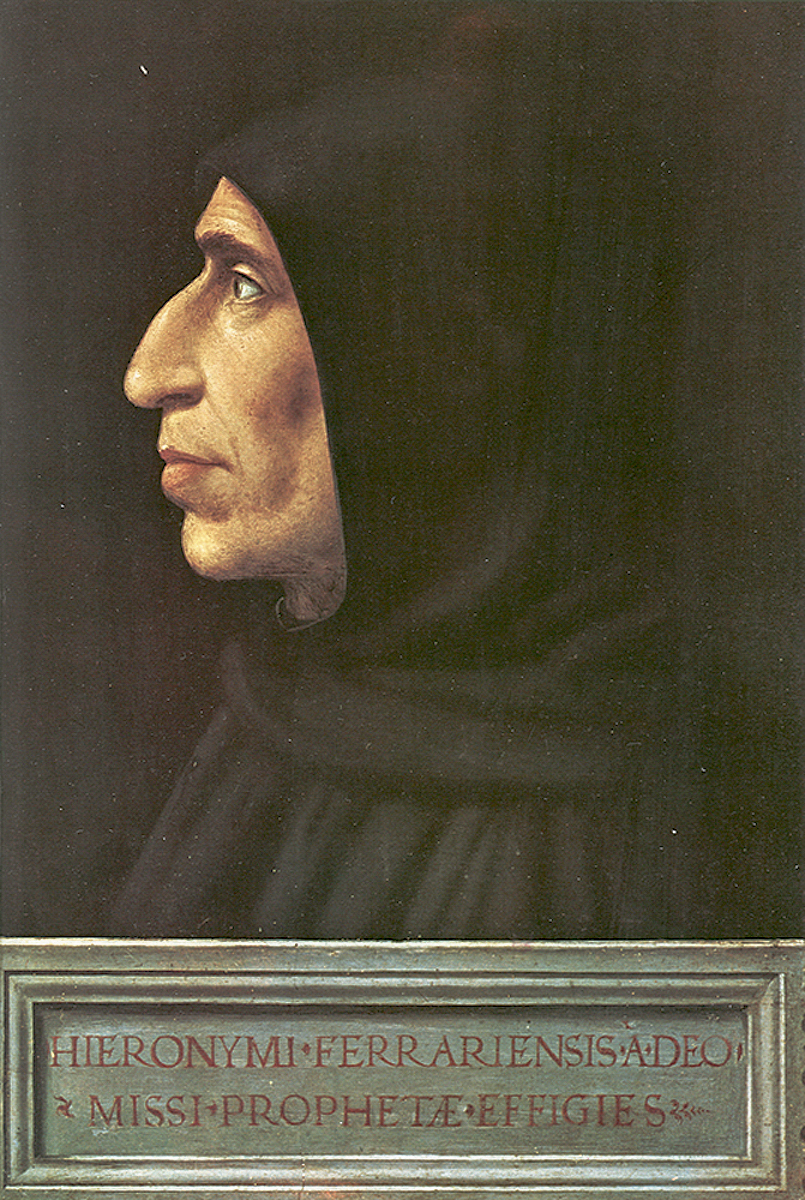
Girolamo Savonarola (Florence, Musée San Marco, Fra Bartolomeo, 1498).

Jérôme Savonarole (1452-1498) était un dominicain, prieur du couvent San Marco de Florence. En 1494, la famille de Médicis avait laissé le pouvoir vacant alors que la ville était menacée par l'avancée des troupes françaises. L'étude des sermons de Savonarole de cette époque montre que dans cette situation de désarroi politique, il avait su trouver les mots pour ouvrir un débat politique et offrir aux Florentins des perspectives encourageantes. Il appelait à une réforme conjointe de l'État, de l'Église et des mœurs.
Savonarole a prêché une morale rigoureuse, le respect de celle-ci devant amener les Florentins à trouver des solutions pragmatiques à leurs problèmes politiques. Dans un sermon de 1494, il leur déclare : « occupez vous du bien commun. Et, comme on doit le faire, moi je vais vous le dire selon ce que Dieu m'aura inspiré. » La solution politique qu'il envisage alors est la formation d'un conseil communal à l'image de celui de Venise. Ce conseil est de fait mis en place à Florence à la suite de la fuite de Pierre II de Médicis en décembre 1494. Composé de 3 000 personnes, il est formé de tous les citoyens de plus de 29 ans.
À partir de 1495, dans un contexte politique tendu, le pape interdit à Savonarole de prêcher. Les écrits que ce dernier produit alors pour continuer à diffuser ses idées, témoignent d'une sévérité grandissante à l'égard de ceux qui ne suivent pas la vérité que Dieu lui inspire : « Ils ne méritent pas de vivre sur terre ».
Dans le Traité sur le gouvernement de Florence, Savonarole parle à nouveau du grand conseil mis en place l'année précédente. Cependant, il abandonne toute référence à Venise et le décrit comme un don de Dieu. Sa référence est maintenant la vie du peuple se laissant conduire par Dieu dans l'Ancien Testament. Dans ce traité, il envisage d'abord ce qui pourrait être le meilleur gouvernement. Celui-ci est une sorte de démocratie. Vient ensuite une présentation de ce qui serait le pire, à savoir la dictature. La troisième partie s'intitule « Comment éviter le pire ? », c'est-à-dire, comment éviter la dictature pour mettre en place la démocratie.
Depuis Aristote, la pensée politique envisage classiquement trois formes de gouvernements que sont la royauté, l'aristocratie et la république, chacune pouvant donner lieu à une forme corrompue de gouvernement : la dictature, l'oligarchie ou la démocratie. Par rapport à cette classification, Savonarole abolit le modèle politique intermédiaire, celui de l'aristocratie ou de l'oligarchie, pour ne garder qu'une alternative entre démocratie et dictature :
|                       | Tableau classique des formes de gouvernements | Tableau classique des formes de gouvernements | Tableau classique des formes de gouvernements | Alternative de Savonarole                           |
| Forme de gouvernement | Royauté                                       | Aristocratie                                  | République                                    | Démocratie (Chacun suit de son plein gré la vérité) |
| Forme corrompue       | Dictature                                     | Oligarchie                                    | Démocratie                                    | Dictature (La vérité est imposée)                   |

La suppression du modèle intermédiaire de l'aristocratie par Savonarole relève d'un état de fait pour Florence : la famille Médicis est partie. Mais ce qui est nouveau dans cette pensée politique est l'idée d'une alternative immédiate entre démocratie et dictature, la dictature constituant la forme corrompue de la démocratie ou de la République et non plus de la royauté.

### Calvin
Au XVIe siècle, le régime politique mis en place par Calvin à Genève peut être considéré soit comme une tentative de démocratie, soit comme une dictature théocratique.

### Spinoza

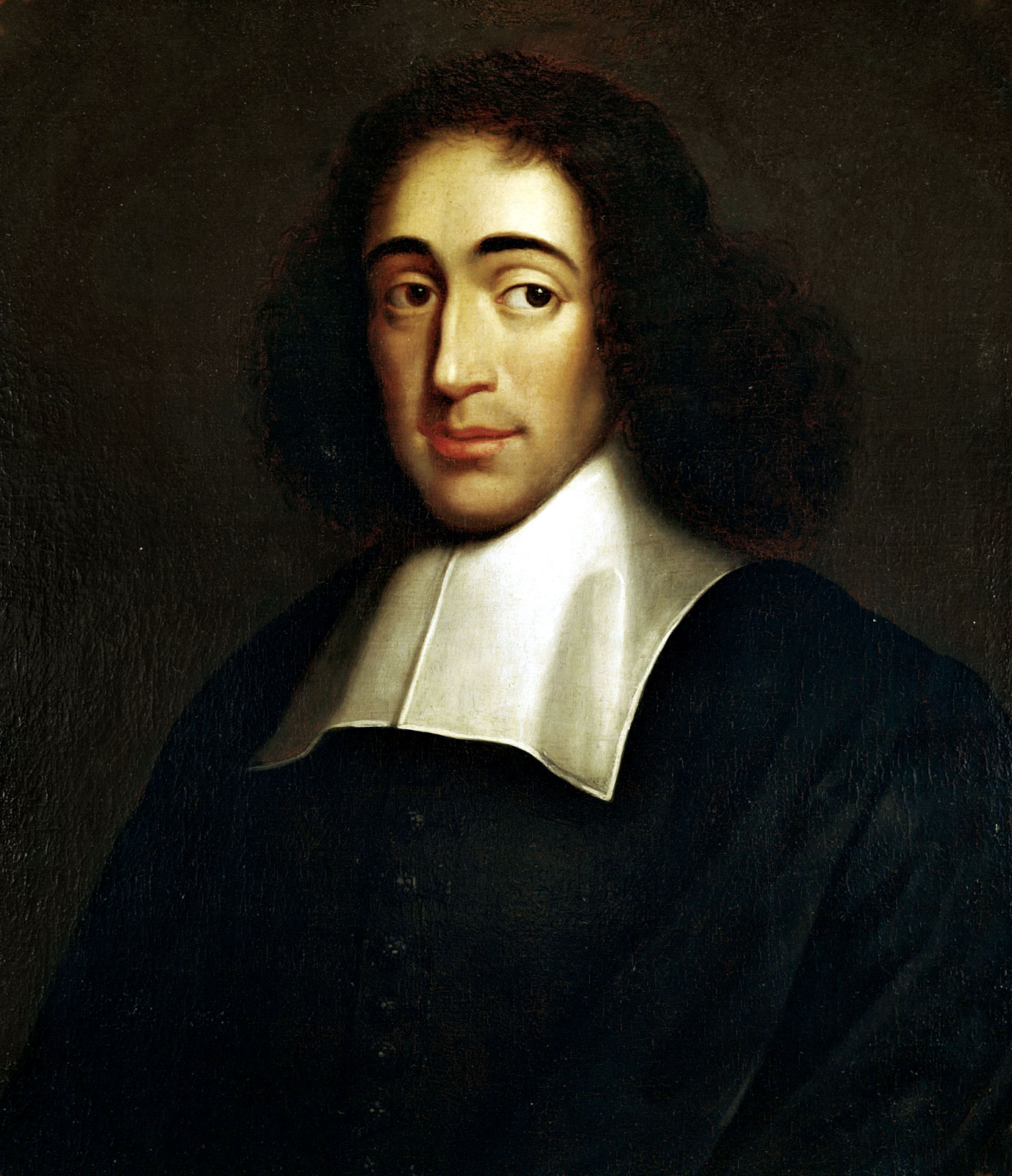
Portait de Baruch Spinoza.

Spinoza fut longtemps le seul représentant du judaïsme à avoir développé une réflexion sur la théocratie en vue de l'élaboration de principes politiques. Le thème de la théocratie a chez lui pour perspective une forme de démocratie. Il est développé dans le Traité théologico-politique qui se présente comme un plaidoyer pour la liberté, une critique radicale du pouvoir religieux et un pari sur la raison.
Signaler que Spinoza était d'une famille juive est insuffisant pour apprécier la portée de sa pensée. Sa famille était originaire d'Espagne et du Portugal ; elle avait émigré de ces pays catholiques vers les Provinces-Unies pour échapper à l'intolérance religieuse qui y régnait (voir Expulsion des Juifs). Spinoza fut assez tôt exclu de la communauté juive pour des raisons qui restent difficiles à établir. Enfin, ses écrits, marqués d'une grande culture hébraïque, portent aussi sur les écritures chrétiennes et les thèmes théologiques discutés à son époque dans toute la société. Il n'y a donc aucun cloisonnement dans la pensée de Spinoza qui permettrait de le situer unilatéralement pour ou contre le judaïsme, le protestantisme, le catholicisme ou l'athéisme compris comme des ensembles distincts. Ces catégorisations employées en un sens sectaire sont foncièrement contraires à la pensée de Spinoza.
Le Traité théologico-politique propose d'abord une longue réflexion sur la révélation, la loi, les prophéties, les miracles, l'interprétation de l'Écriture et le rôle de la raison dans tout cela. Le but de Spinoza est, comme il le dit lui-même en tête du chapitre seize, de « séparer la philosophie de la théologie ». Cette séparation correspond chez Spinoza à une critique radicale de la religion. Cette critique participe de la redéfinition moderne de la religion comme de ce qui est hors des limites de la raison. Ce qui ne veut pas dire que la réflexion de Spinoza n'est pas elle-même religieuse, si l'on considère que la religion consiste à croire en Dieu et à suivre ses volontés de manière rationnelle. La théologie est ainsi située comme le discours de ceux qui revendiquent une légitimité exclusive à dire les volontés de Dieu tandis que la philosophie est la raison que tous partagent pour découvrir cette même volonté.
Ainsi, pour Spinoza, il n'appartient pas exclusivement à un clergé d'interpréter la loi de Dieu : « Le droit de consulter Dieu, celui de recevoir et d'interpréter ses décrets appartient également à tous, et d'une manière générale tous furent également chargés de l'administration de l'État ». Relisant l'histoire du peuple hébreu, Spinoza estime que la théocratie, qui est chez lui l'équivalent de la démocratie, est tombée précisément parce qu'un clergé avait accaparé le droit d'interpréter la loi.
Chez Flavius Josèphe, la théocratie reposait sur le fait que ceux qui étaient chargés d'interpréter la loi étaient distincts de ceux qui exerçaient une fonction politique. Spinoza ne contredit pas Flavius Josèphe lorsqu'il dénonce la détention par une même classe, limitée en nombre, du pouvoir politique et de celui d'interpréter la loi. Mais, pour Spinoza, il est inévitable que les prêtres finissent par usurper les prérogatives du prince. La solution de Spinoza est alors radicalement différente, en ce sens qu'elle repose non pas sur la séparation des rôles mais sur l'extension à toute l'humanité de la légitimité à interpréter la loi et à gouverner. De cette manière, chez Spinoza, la théocratie est coextensive de la démocratie. Tous les hommes sont doués de raison et c'est la raison qui doit gouverner, ce gouvernement par la raison est théocratique parce que la raison provient de Dieu. Mais ce gouvernement doit également être dit « démocratique » parce que tous les hommes sont doués de raison.
Ce qui est en jeu dans cette démonstration qui s'appuie sur une interprétation de la Bible et des traditions juive et chrétienne, est une liberté religieuse qui a pour conséquence que tous les hommes, quels que soient leur obédience ou le peuple auquel ils appartiennent, sont à même de connaître la volonté de Dieu.

« Autant qu'il est possible, le but premier de la démocratie est d'éviter les méfaits des convoitises et de garder l'humanité dans les limites de la raison de sorte qu'elle vive dans la paix et l'harmonie. »

— Spinoza, Traité Théologico-politique, chap. 16.
La nouveauté chez Spinoza par rapport à Savonarole et à Calvin est enfin que la question de la théocratie sort de l'alternative entre anarchie et dictature grâce à sa redéfinition comme démocratie dont le principe central est celui des libertés individuelles.

## La théocratie en temps de révolutions

### La Révolution comme effet de la Providence
Dans les années qui suivirent la Révolution française, et au moment où se mettaient en place les institutions démocratiques américaines, l'idée selon laquelle Dieu dirige l'histoire par la Providence semble avoir été l'un des lieux communs de la littérature d'un milieu aristocratique malmené par les évènements et qui cherchait alors un sens à l'histoire. Elle se trouve notamment chez Joseph de Maistre et Alexis de Tocqueville. Cette idée conduit à se demander ce que signifient les bouleversements auxquels ils assistent, c'est-à-dire, ce qu'il est possible de comprendre de la volonté de Dieu et de sa Providence au travers de ces évènements. La théocratie, vue sous cet angle, reste ensuite, tout au long du XXe siècle, un thème présent dans la littérature notamment chez des auteurs tels que William Blake, Léon Bloy ou Pierre Boutang.

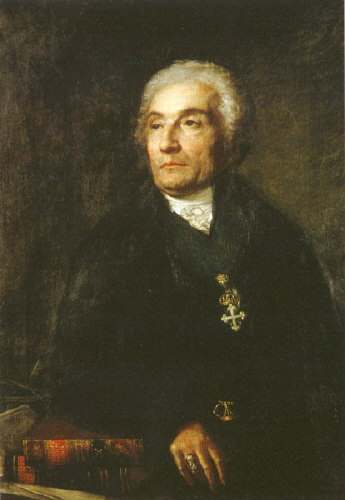
Joseph de Maistre.

Joseph de Maistre (1753-1821) a laissé une œuvre marquée d'un certain mysticisme. Dans les Considérations sur la France, il relie les évènements de la Révolution d'une manière ambiguë où le calme le dispute à la révolte. Il considère la Révolution comme une sorte de miracle violent, un phénomène dont seule la Providence divine peut être l'auteur et dont les acteurs tels que Robespierre qu'il juge tout à fait méprisable n'ont pas fait la Révolution mais ont été faits par elle.
La Révolution est avant tout considérée pour ses crimes. Joseph de Maistre la voit comme un non-sens et il propose une mystique de dépassement de ce non-sens. Par la Révolution, la Providence stupéfie en quelque sorte la raison pour réaliser une sorte de dessein sublime qui échappe au sens commun. Si dans la pensée de Joseph de Maistre, chaque crime devra avoir réparation, il n'y a cependant aucune révolution ou contre-révolution à mener. Tout effort est inutile car la révolution ne dépend d'aucune volonté humaine. L'histoire est conduite par la Providence et elle ramènera avec plus d'éclat et de gloire le Roi sur le trône. Considérant que « si la Providence efface sans doute, c'est pour écrire », Joseph de Maistre tente à la fois de comprendre ce qu'au travers des révolutions la Providence a voulu effacer et d'envisager ce qu'elle commence à écrire par ces évènements historiques qui paraissent insensés.
S'appuyant sur le respect de la Loi donnée à Moïse, l'idée de théocratie apparaît chez Joseph de Maistre en son sens originel comme gouvernement de Dieu par la Loi ou comme chez Lactance comme action providentielle de Dieu dans l'histoire, cependant la théocratie y est aussi l'unité des pouvoirs religieux et politique.
À la différence de Joseph de Maistre qui espère un rétablissement de la monarchie, pour Tocqueville (1805-1859), la Providence travaille à l'établissement de la démocratie, et il faut reconnaître dans l'avènement irrésistible de cette nouvelle forme de régime politique l'action de la Providence et s'engager en ce sens :

« Si de longues observations et des méditations sincères amenaient les hommes de nos jours à reconnaître que le développement graduel et progressif de l'égalité est à la fois le passé et l'avenir de leur histoire, cette seule découverte donnerait à ce développement le caractère sacré de la volonté du souverain maître. Vouloir arrêter la démocratie paraîtrait alors lutter contre Dieu même, et il ne resterait aux nations qu'à s'accommoder à l'état social que leur impose la Providence.
Les peuples chrétiens me paraissent offrir de nos jours un effrayant spectacle ; le mouvement qui les emporte est déjà assez fort pour qu'on ne puisse le suspendre, et il n'est pas encore assez rapide pour qu'on désespère de le diriger : leur sort est entre
leurs mains ; mais bientôt il leur échappe. Instruire la démocratie, ranimer s'il se peut ses croyances, purifier ses mœurs, régler ses mouvements, substituer peu à peu la science des affaires à son inexpérience, la connaissance de ses vrais intérêts à ses aveugles instincts ; adapter son gouvernement aux temps et aux lieux ; le modifier suivant les circonstances et les hommes. Tel est le premier des devoirs imposés de nos jours à ceux qui dirigent la société. »

— Alexis de Tocqueville, De la démocratie en Amérique.
Tocqueville propose de reconnaître que la démocratie est l'expression de la Providence de Dieu. Il invite à partir de là à apprendre ce que doivent être les principes d'une politique juste de la manière dont la démocratie se met en place dans l'histoire plutôt que de vouloir imposer une forme de gouvernement à partir de principes que l'on a jugés être ceux donnés par Dieu.
En raison du rôle qu'ont joué les religions dans la politique, l'étude du rapport entre religion et politique chez Tocqueville est aujourd'hui l'objet de très nombreux travaux universitaires, principalement aux États-Unis mais aussi en langue française.

### Socialisme théocratique russe
Vladimir Soloviev (1853-1900), philosophe russe du XIXe siècle, a développé une pensée politique fondée sur l'idée d'une « théocratie à venir ». Le régime politique auquel il aspire est celui d'une « théocratie libre » distinguant les rôles des prêtres, de l'empereur et des prophètes,.
Sergueï Boulgakov (1871-1944), prêtre et homme politique russe. Avant de se faire expulser de Russie en 1920, il avait développé un projet politique de socialisme chrétien, abolissant le capitalisme et permettant l'établissement du Royaume de Dieu sur terre.

### Voltaire et la critique de la papauté

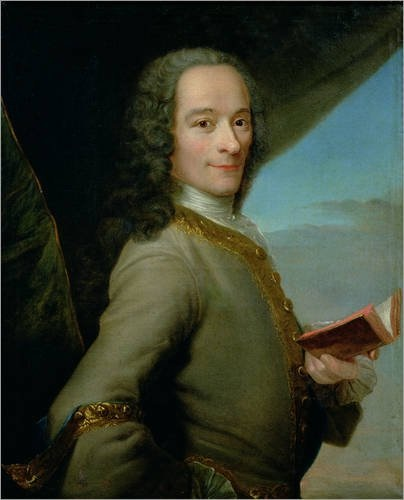
Voltaire.

Voltaire (1694-1778) partageait comme la plupart de ses contemporains l'idée selon laquelle, en principe, le gouvernement de Dieu est le plus juste qui soit. En ce sens, Il conclut ainsi l'article qu'il consacre au terme de théocratie dans son Dictionnaire philosophique :

« La théocratie devrait être partout car tout homme, ou prince ou batelier, doit obéir aux lois éternelles que Dieu lui a données. »

— Voltaire, Dictionnaire philosophique, art. Théocratie.
Cependant pour Voltaire, il y a la véritable théocratie, c'est-à-dire la théocratie comme obéissance aux lois de Dieu, celle qu'a connue le peuple juif à ses origines, et la théocratie telle qu'elle se présente aujourd'hui : le pontificat de Rome. Pour Voltaire, « il en est ainsi chez tous les peuples de la terre : on commence par la théocratie, on finit par les choses purement humaines. » La théocratie dans l'article qu'il y consacre dans son Dictionnaire philosophique est ainsi écartelée entre son principe et sa réalisation concrète.
Voltaire utilise aussi dans cet article une image idéalisée de la Chine qu'il s'est forgée à partir des récits des missionnaires jésuites[réf. incomplète]. Les Chinois sont selon Voltaire une exception parmi tous les peuples, les seuls qui aient réussi à développer une morale sans religion, en suivant uniquement la raison naturelle. Pour Voltaire, la Chine est donc par excellence un pays théocratique dans le sens originel de la théocratie. Par contre dans tous les autres pays dans lesquels se sont développées des religions, la théocratie est une fausse prétention à pouvoir comprendre et appliquer les lois de Dieu[réf. nécessaire]. Comparant le pape au dalaï-lama du Tibet, il écrit ainsi de ces deux souverains « c'est l'erreur grossière qui cherche à imiter la vérité sublime ».
L'idée selon laquelle la théocratie véritable consiste à gouverner selon la raison n'est pas propre à Voltaire, ni même celle selon laquelle ceux qui prétendent connaître ou pouvoir interpréter les lois de Dieu se trompent. Par contre Voltaire, insiste plus que personne sur l'échec de la théocratie dans la religion afin de défendre l'alternative d'un pays parfait et sans religion qu'est pour lui la Chine. Il est ainsi l'un des premiers à faire basculer le terme théocratie, en tant que fausse prétention à édicter des principes de gouvernement accordés à la raison, vers l'acception négative que le terme a aujourd'hui.

### La théocratie de Félicité de la Mennais

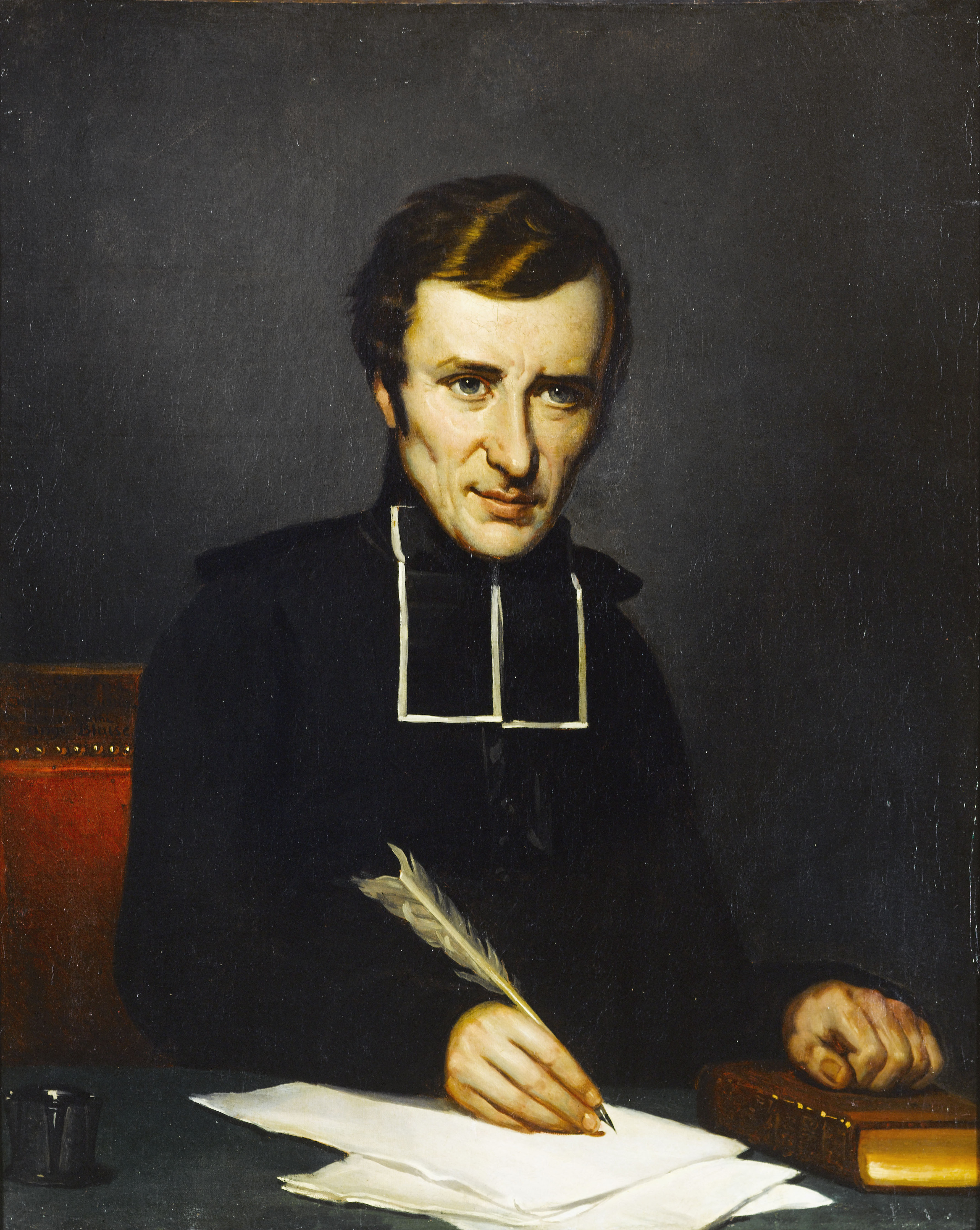
Félicité Robert de la Mennais.

Avant de prendre ses distances avec la papauté, Félicité Robert de Lamennais en était un ardent défenseur. Tout en combattant le gallicanisme des catholiques français, il a cherché à montrer que ce à quoi aspire la révolution c'est le christianisme catholique. Dans Des progrès de la révolution et de la guerre contre l'Église, il se livre ainsi à un exercice d'apologétique par lequel il entend démontrer, en reprenant des arguments de Rousseau, que les fondements de la révolution sont ceux du christianisme catholique. Il se fait le porte-parole d'un catholicisme et d'une papauté qui n'en demandaient sans doute pas tant. Pour lui, si la révolution veut aboutir à constituer une société parfaite elle doit le faire par le christianisme catholique : « le christianisme catholique étant admis il en résulte une société parfaite » et « dès que l'on rejette le christianisme catholique, toute société devient radicalement impossible » :

« Que faut-il en effet pour constituer une société parfaite ?
1) Ne reconnaître de souveraineté légitime et éternellement légitime qu'en Dieu, de qui la raison, la vérité et la justice sont les lois.
2) Ne considérer le pouvoir humain subalterne et dérivé, que comme le ministre de Dieu et ne possédant dès lors qu'un droit conditionnel ; légitime quand il gouverne suivant la raison, la vérité, la justice, sans autorité dès qu'il les viole.
3) Admettre qu'il existe un moyen infaillible de connaître la vérité et la justice, c'est-à-dire la règle légitime, la vraie loi, la loi divine d'après laquelle le pouvoir humain, le ministre de Dieu doit gouverner, sans quoi nul ne serait obligé à l'obéissance. »

— Félicité de la Mennais, Des progrès de la révolution.
Le moyen infaillible de connaître la vérité et la justice envisagé par Lamennais c'est le dogme et le pape. Le développement d'idées théocratiques par Lamennais a pour but de convaincre que l'église catholique est indispensable à la réalisation d'une société juste. Il tient à la fois que le développement du dogme de l'Église est légitime parce que rationnel et qu'il faut que les gouvernants politiques suivent les indications que leur donne l'Église. Ainsi Lamennais se fit le théoricien d'une théocratie pontificale dans laquelle, les gouvernants des nations devaient prendre leurs instructions de l'Église et du Pape.
En 1830, Lamennais crée le journal L'Avenir. Ce moment marque la première étape de ce qui sera un retournement complet de Lamennais par rapport à la papauté. Dans ce journal, il défend plus clairement les mouvements révolutionnaires auxquels il cherche à associer l'Église, et ce afin de « verser sur ses misères immenses les flots intarissables de la Charité divine ». Dans ce combat, l'idée directrice est celle d'affaiblir le pouvoir temporel au nom de la liberté qu’incarne le clergé. Lammenais conserve ainsi l'idée selon laquelle il faut un contrepoids au pouvoir civil. Cependant, par rapport aux années précédentes, le contre-pouvoir n'est plus directement la papauté mais la liberté dont les membres du clergé seraient les porte-voix. Le 15 août 1832, ces thèses furent très explicitement condamnées par Grégoire XVI avec l’encyclique Mirari vos.
Désavoué, Lammenais s'engage alors dans la lutte contre la papauté. Il soutient les patriotes polonais qui luttent contre le pouvoir prussien comme les républicains italiens qui cherchent à supprimer les États pontificaux. En 1834, il publie un résumé de ses rancœurs dans Parole d'un croyant. Au travers de ses différents combats, la préoccupation de Lamennais est restée celle d'une certaine efficacité pour la promotion de la justice. Il est aujourd'hui surtout connu pour être à l'origine d'un christianisme social.

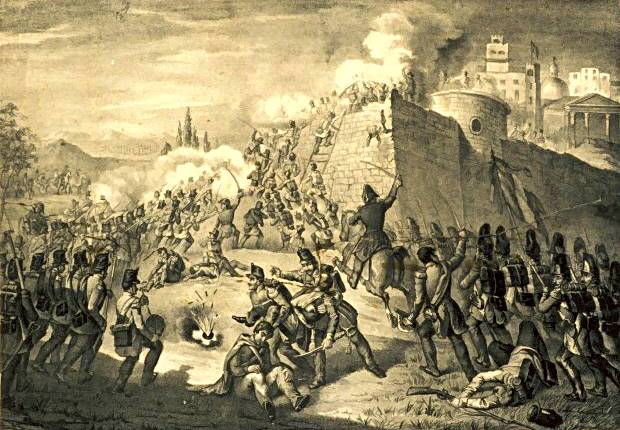
Melchiorre Fontana - Prise de Rome par les troupes françaises en 1849.

Carlo Arduini (1815-1881) fait partie de ceux qui, déçus de Pie IX et de l'Église, ont appliqué l'idée de théocratie à la papauté, non pour la défendre comme le fit Lammennais avant son retournement mais pour l'attaquer. Ce prêtre italien a quitté toute fonction dans l'Église et a pris parti pour les Républicains italiens contre le Pape. Il a aussi siégé dans l'assemblée constituante de l'éphémère République romaine de 1849, année durant laquelle le Pape fut chassé de ces États pendant trois mois, le temps que les troupes françaises ne l'y rétablissent. Carlo Arduini a ensuite trouvé refuge en Suisse où il écrivit pour un lectorat francophone un pamphlet intitulé, Les mystères du clergé Romain, et dont la dédicace donne le ton :

« À tous les peuples qui travaillent avec intelligence pour détruire le fléau du genre humain : la papauté »

— Un citoyen Romain (Carlo Arduini), Les mystères du clergé romain.

« Par tout ce que j'exposerai dans cet écrit, on verra que le Vatican, clergé catholique, Saint-Siège, jésuitisme, sanfédisme et ultra montanisme sont un seul et même sujet que le mot papauté ne rend pas exactement car sa juste dénomination est celle de théocratie. »

— Un citoyen Romain (Carlo Arduini), Les mystères du clergé romain.

## Hiérocraties ou théocraties dans l'histoire

### Théocratie, hiérocratie et césaropapisme: problèmes de concept

Carte des États pontificaux (à partir de 1832)

Dans un contexte à la fois polémique sur le plan des idées et animé sur le terrain des opérations militaires, l'idée de théocratie est devenue une objection contre la papauté et le maintien des États pontificaux. Cette idée pose problème sur un plan théorique car en son sens premier elle désigne le gouvernement de Dieu, or elle sert à combattre une papauté qui refuse de donner une légitimité à l'idée selon laquelle un pouvoir religieux pourrait se substituer au pouvoir civil. La démonstration de ce que les États pontificaux sont une théocratie devient ainsi un sujet polémique pour les historiens, les uns soutenant que la Papauté est une institution théocratique, les autres cherchant à démentir cette idée. Commence alors un travail d'inspection des sources historiques qui vise à montrer le moment où dans l'histoire sont établis les fondements de la théocratie pontificale, ou bien que celle-ci relève d'une simple vue de l'esprit.
L'un des problèmes pour conduire cette recherche est de savoir ce que l'on entend par théocratie. Pour Marcel Pacaut : « La théocratie est la doctrine selon laquelle l'Église détient le pouvoir dans les affaires temporelles ». Marcel Pacaut choisit ainsi une définition de la théocratie qui s'adapte au sens qu'a pris le terme dans les débats sur la papauté. Ce qui est ici envisagé comme théocratie est l'inverse du césaropapisme, le césaropapisme étant la tendance du pouvoir politique à gouverner dans le domaine spirituel. Ce concept a commencé à être utilisé au XIXe siècle en même temps que l'idée d'une théocratie pontificale s'est imposée dans la recherche historique.
Pour tenter de clarifier le problème de la signification que pouvait avoir le terme théocratie Max Weber avait proposé de lui substituer celui de hiérocratie, ἱερός désignant en grec ce qui se rapporte aux dieux et non pas le divin ou Dieu lui-même. En remplaçant théos par ἱερός, il insiste sur le fait qu’il traite du gouvernement religieux et non du gouvernement de Dieu. Par ailleurs, Max Weber ne s’intéresse pas à la théocratie envisagée comme gouvernement de Dieu.
La hiérocratie désigne chez lui un système politique dans lequel pouvoir spirituel et pouvoir temporel sont bien distincts. Le pouvoir spirituel est dit psychique, il consiste en une emprise psychologique sur les individus qui les persuade d’obéir. Le pouvoir temporel est dit physique car il dispose de la force publique pour se faire respecter. La hiérocratie comme système politique est, selon Max Weber, le plus opposé possible au césaropapisme qui désigne chez lui la récupération par le politique du pouvoir religieux.
À la suite de Max Weber certains auteurs préfèrent employer le terme de hiérocratie pour désigner ce que d'autres appellent la théocratie. D'autres auteurs tels qu'Hannah Arendt parlent de pure théocratie pour désigner la théocratie comme gouvernement de Dieu par opposition à la théocratie comme gouvernement par les religieux ou selon des principes religieux. Cependant le terme de théocratie compris comme désignant un déséquilibre dans les rapports entre pouvoir religieux et pouvoir politique reste largement employé, surtout en histoire et dans les débats politiques.

### La théocratie pontificale

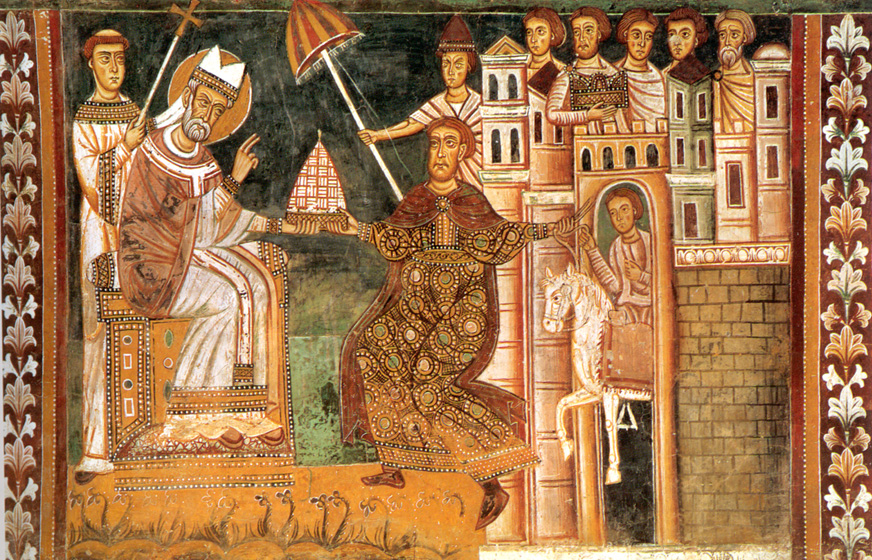
Donation de Constantin (Couvent des quatre Saints Couronnés, Rome).

L'étude de ce que certains auteurs appellent la « théocratie pontificale » a permis de montrer l'existence dans l'histoire d'une « tendance théocratique » qui désigne les théories des partisans d'une primauté du pouvoir pontifical sur les gouvernements civils et qui s'oppose à la tendance césaropapiste. La question visée dans ce débat est celle d'une lutte pour la primauté entre les pouvoirs temporel et spirituel. (Voir aussi, querelle des investitures, réforme grégorienne et Saint-Empire romain germanique).
Les textes montrant l'existence depuis le XIe siècle d'une théorie selon laquelle l'Église devrait détenir le pouvoir politique sont pour l'essentiel des faux écrits par des partisans d'un renforcement du pouvoir de la papauté, tels que le faux de la donation de Constantin et les fausses décrétales aussi appelées Pseudo Isidore. L'existence de ces faux atteste de la tendance d'une partie de la société médiévale à vouloir affirmer et faire reconnaitre que l'Église détient le pouvoir politique. Cette tendance a contre elle les textes les plus fondamentaux de l'Église, notamment les évangiles, mais aussi les textes majeurs de sa Tradition telles que La Cité de Dieu ou les textes ayant été promulgués par les Conciles. En effet, ces textes canoniques affirment massivement et sans ambiguïté la nécessité de ne pas confondre le Royaume de Dieu avec un royaume terrestre.
Les faux sont dits faux dans la mesure où ils ont été tenus pour plus anciens qu'ils n'étaient jusqu'à ce que l'on démontre qu'ils n'avaient pas été écrits par les autorités que les faussaires leur avaient attribués. Entretemps, ces textes ont eu une influence sur les débats et sur ceux qui y faisaient autorité. Par exemple le Dictatus Papae, document sans date et sans signature conservé dans les archives du Vatican, pourrait être une prise de note du Pape Grégoire VII ou de l'un de ses collaborateurs dans les Fausses déctrétales. De la même manière à Rome, on trouve de nombreuses fresques représentant la donation de Constantin. Ainsi, si ces faux n'ont pas remplacé les textes canoniques, ils ont cependant eu une influence sur la manière dont ils étaient interprétés. Par la suite, ce qui a été promulgué de manière officielle notamment dans le cadre de la réforme grégorienne reflète l'existence d'un débat dans lequel certains défendaient la théorie selon laquelle l'Église détient le pouvoir en matière politique. Certains textes évoquent cette théorie sans la valider pleinement, tandis qu'un peu plus tard d'autres textes la rejetteront.
Par exemple, dans la lettre Sicut Universitatis Conditor adressée en 1198 par le pape Innocent III au Consul de Toscane, nous trouvons la description de ce que ce pape considérait comme devant être le rapport entre les deux « grandes dignités » que sont le pouvoir royal et le pouvoir pontifical. Comparant le pouvoir pontifical au Soleil et le pouvoir royal à la Lune, il affirme que le pouvoir royal reçoit sa lumière du pouvoir pontifical. En affirmant que la dignité du pouvoir royal perd de sa splendeur si elle ne prend pas sa lumière de l'autorité pontificale, ce texte plaide pour une articulation du pouvoir royal et du pouvoir pontifical mais il exprime aussi clairement la nécessité de les distinguer.

En 1215, le quatrième concile du Latran a dénoncé la tendance des ecclésiastiques à vouloir faire juridiction dans le domaine civil : 

« Les ecclésiastiques ne pouvant souffrir que les laïcs étendent leur juridiction sur eux, ils ne doivent pas non plus étendre la leur sur les laïcs »

— Quatrième Concile du Latran, Canon 42.
Dans le même sens, le code de droit canonique de 1917 établissait que l'exercice d'un pouvoir politique par une personne ordonnée ne pouvait se faire qu'après obtention d'une dérogation à la règle générale tandis que le code de droit canonique de 1983 a supprimé cette possibilité. Le principe général est non seulement qu'il est interdit aux clercs de remplir les charges publiques qui comportent une participation à l'exercice du pouvoir civil. mais aussi qu'il doivent éviter de s'engager dans des associations politiques, des partis ou des syndicats.
Ce désengagement de la politique demandé par l'Église à ses clercs et ses religieux a pour corollaire qu'elle réclame une liberté religieuse au pouvoir politique dont elle estime qu'il n'est pas autorisé à se prononcer sur ce qu'il convient de croire ou sur la manière dont doit être organisée l'Église. Concrètement cela signifie qu'il ne revient pas aux gouvernements civils de nommer les évêques, ni de décider de ce que doit être l'enseignement et la doctrine de l'Église. C'est la tendance césaropapiste qui est ainsi combattue.

### Théocraties bouddhiques

#### Théocratie tibétaine

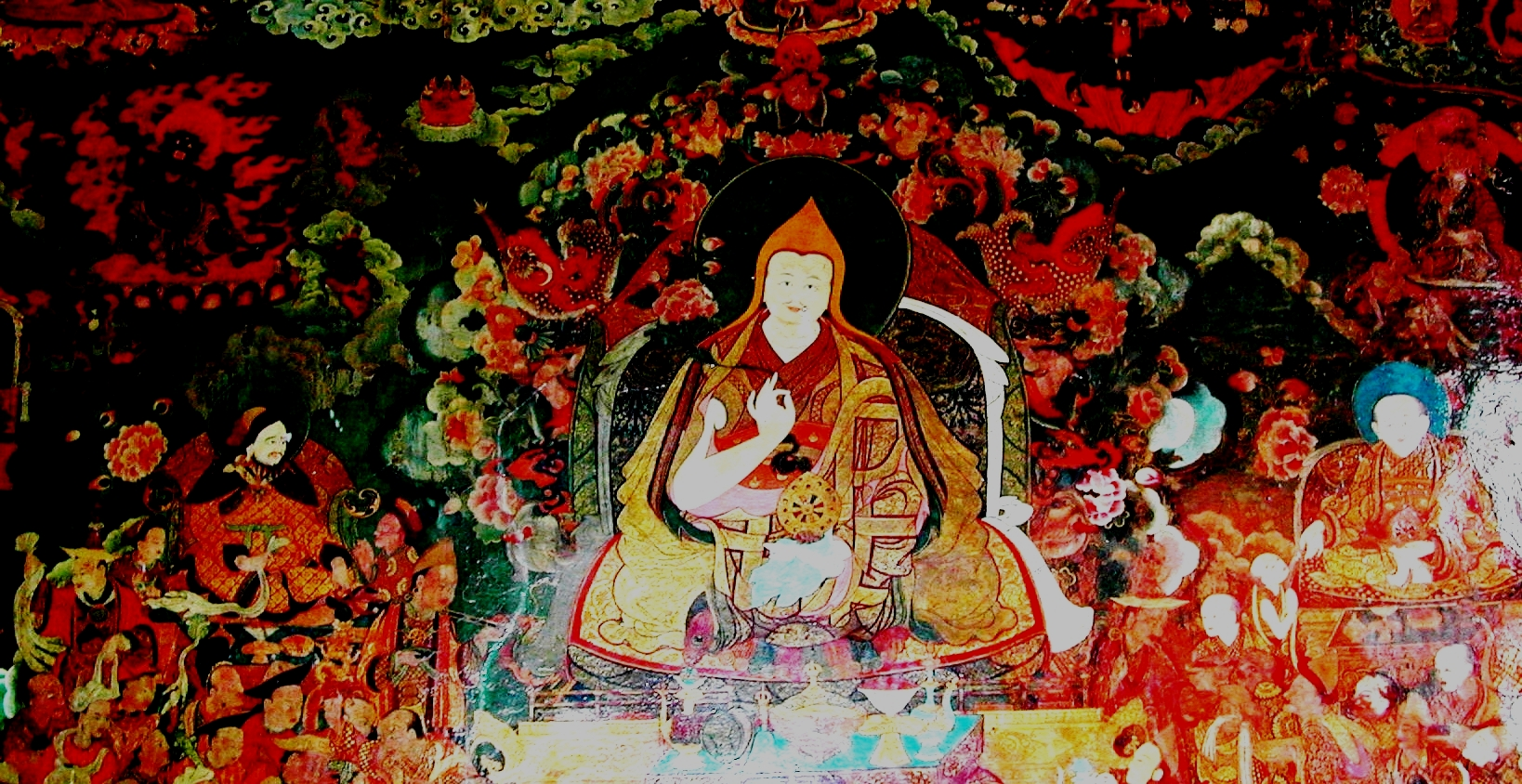
Güshi Khan, le 5e dalaï-lama et Sonam Rapten.

De 1642 à 1959, le Tibet a connu une forme de régime théocratique, dite théocratie tibétaine, où l'autorité religieuse et politique ultime était détenue par un seul et même dignitaire ecclésiastique, le dalaï-lama, considéré comme l'incarnation vivante du bodhisattva Avalokitesvara,,. L'ethnologue Fosco Maraini fait cependant remarquer que le Gouvernement du Tibet mis en place en 1642 par le 5e dalaï-lama, un système de gouvernement dual, comportaient non seulement des moines mais aussi des laïcs. Les tibétologues Ishihama Yumiko et Alex McKay, parlent d'un gouvernement bouddhiste, unissant fonctions spirituelle et temporelle,. En 1951, l'Accord en 17 points sur la libération pacifique du Tibet signé par des représentants du dalaï-lama et de la République populaire de Chine prévoyait le maintien de la théocratie sous les Chinois qui entreprirent cependant une réorganisation et des réformes. Au Tibet, le régime théocratique a pris fin en 1959 avec le départ en exil, du 17 au 31 mars, du 14e dalaï-lama et la dissolution, par le décret du 28 avril, des instances gouvernementales théocratiques,. De nos jours, le gouvernement tibétain en exil ne prône pas la restauration du système théocratique et réclame au contraire la transformation du Tibet en « République démocratique fédérale », ainsi que l'application de la « démocratie tibétaine » : le 14e dalaï lama a lui-même préconisé la fin du rôle politique lié à sa fonction, puis la disparition pure et simple de celle-ci.

#### Le gouvernement théocratique du Bhoutan
Depuis la première moitié du XVIe siècle, les moines de l'école bouddhique nyingma, alors prédominante au Bhoutan, établissent un État théocratique dont le centre est le dzong de Punakha.

#### Le gouvernement théocratique de Mongolie extérieure
La Mongolie extérieure (aujourd'hui Mongolie), subit une courte période de théocratie, sous le règne de Khaganat de Mongolie du Bogdo (1911 – 1924), cumulant ainsi le rôle militaire et religieux. Elle s'achève en 1924 avec l'indépendance de la Mongolie par rapport à la Chine et la mise en place d'un régime communiste, lors de l'établissement de la République populaire mongole.

#### Théocratie chez les Mongols du Xinjiang
Les services de renseignements russes notaient dans les années 1920 que les Mongols du Xinjiang, vivaient informellement dans un système théocratique bouddhique.

## Actualité de la question

### Débat américain
Le thème de la théocratie est au cœur d'un débat aux États-Unis. Le terme Theocracy est employé pour dénoncer l'envahissement des débats politiques par des discours religieux, notamment pentecôtistes et évangéliques. La critique de la théocratie est plutôt un argument des Démocrates contre les Républicains, mais la question dépasse ce simple clivage politique.
American Theocracy est le titre d'un livre de l'analyste politique Kevin Phillips publié en 2005 pour dénoncer les dangers de l'extrémisme religieux en politique. Il y associe des considérations sur la politique fiscale et le rôle du pétrole. Ce livre dresse une critique radicale de l'action politique des Républicains durant les quarante dernières années. Cependant, Kevin Phillips est lui-même un républicain. Dans ce livre, il fait part de sa déception vis-à-vis du camp politique dans lequel il s'est engagé sans pour autant se rallier aux démocrates. Dans un chapitre intitulé « Trop de prédicateurs », Kevin Phillips évoque la présence massive chez les conservateurs de religieux évangéliques et pentecôtistes ainsi que les discours de George W. Bush dans lesquels celui-ci semblait vouloir retransmettre la parole de Dieu. Pour Phillips, la religion est de loin le critère le plus déterminant des idéologies et des opinions politiques. En montrant comment dans l'histoire du monde, de grandes nations se sont effondrées faute d'avoir pris au sérieux la question de l'impact de la religion sur leur politique, Phillips se montre inquiet de l'avenir des États-Unis.
Selon Alan Wolfe, universitaire américain ayant publié sur la question du rapport entre politique et religion, la société américaine est dans sa grande majorité assez éloignée des extrémismes politiques et religieux,.
- Théocratie mormone de l'Utah

Aux XIXe et XXe siècles, l'Utah est dirigé par des Mormons, mouvement religieux créé par Joseph Smith qui s'apparente au christianisme, qui se désigne lui-même comme l'Église de Jésus-Christ des saints des derniers jours.

### Dans le monde musulman

Statut constitutionnel de l'islam dans les pays majoritairement musulmans :
État islamique
Religion d'état
Non-déclaré
État laïc

La question du rapport entre islam et politique dépend pour une part des débats entre courants de l'islam et à l'intérieur de chaque courant, mais ces débats sont à mettre en rapport avec les différentes situations historiques et actuelles selon lesquelles le politique peut disposer dans les sociétés musulmanes d'un espace distinct ou partiellement autonome par rapport au religieux. Cependant l'islam ne permet pas d'envisager une séparation du politique et du religieux semblable à celle fondée sur la distinction entre temporel et spirituel dans le christianisme. Selon Rémi Brague, « Pour l'islam, la séparation du politique et du religieux n'a pas le droit d'exister. Elle est même choquante, car elle passe pour un abandon de l'humain au pouvoir du mal, ou un relégation de Dieu hors de ce qui lui appartient ». Cependant, Rémi Brague estime que cette impossible séparation est plus théorique que pratique. Dès le début, l'islam s'affirme comme « religion et régime » (dîn wa-dawla) et cette unité du politique et du religieux est toujours défendue aujourd'hui dans certains courants comme un rêve rétrospectif ; mais dans le même temps, la « séparation » - ou bien, pour ce que cette séparation peut avoir de contraire à certains principes de l'islam, la « déchirure » entre religion et politique - a été acquise très tôt dans l'évolution concrète des sociétés islamiques.
La plupart des pays dans lesquels la population est majoritairement musulmane donnent une reconnaissance constitutionnelle à l'islam sans que le régime puisse pour autant être dit théocratique. Par exemple la constitution algérienne indique que « L'Islam est la religion de l'État » (art. 2) et précise que les institutions s'interdisent « les pratiques contraires à la morale islamique et aux valeurs de la Révolution de Novembre » (art. 11). Cependant cette même constitution établit que « Le peuple est la source de tout pouvoir. La souveraineté nationale appartient exclusivement au peuple. » (art.7) tandis que « la liberté d’opinion sont inviolables. » (art. 51). Constitutionnellement, l'Algérie exclut donc dans sa Constitution toute expression politique de la part d'éventuelles minorités religieuses. Le Haut Conseil Islamique prévu par la constitution n'a qu'un rôle consultatif vis-à-vis du Président, et il a notamment pour rôle d'encourager l'Ijtihad, c'est-à-dire un effort d'interprétation de la part des savants musulmans qui permet un renouvellement, ou pour le moins une adaptation, des modalités selon lesquelles les principes de l'islam doivent être vécus. Cette mission du Haut Conseil Islamique n'est pas sans signification par rapport à la manière dont l'islam est reconnu comme religion d'État en Algérie car, dans l'islam sunnite, la porte de l’Ijtihad a été déclarée fermée au Xe siècle. Cependant, comme dans la plupart de régimes politique de pays musulmans, la constitution algérienne donne des garanties à l'islam, telles que n'en revendique ni n'en a aucune autre religion dans les démocraties occidentales.
L'Iran dispose d'une forme de régime politique singulière parmi les pays musulmans. Il s'agit tout d'abord du seul pays officiellement chiite alors que le sunnisme est la forme majoritaire de l'islam dans le monde. En Iran, le pouvoir est censé émaner directement de Dieu, il est exercé par ceux qui sont investis de l’autorité religieuse. En ce sens cette République islamique peut être dite théocratique. D'après Mohammad-Reza Djalil, il s'agit même du seul pays musulman à pouvoir véritablement être dit théocratique. Sur le plan de l'exécutif le pays est dirigé par des citoyens élus, cependant, selon la théorie du velayat-e faqih, les théologiens exercent une tutelle juridique sur les gouvernants. D'autre part, tous les partis politiques sont nécessairement des partis islamiques, il n'est donc pas possible d'être élu si l'on ne représente pas un courant de l'islam.
La problématique de la théocratie dans l'islam peut enfin s'étudier à partir de la charia, du fait qu'elle soit en vigueur ou non, et dans le cas où elle l'est, des modalités par lesquelles elle s'applique. La charia est un ensemble de lois qui n'ont pas toutes le même statut. On peut y distinguer les droits de Dieu (huqûq Allâh) et les droits des hommes (huqûq alâdamiyyîn). La mise en œuvre des droits de Dieu est à la charge des gouvernements, ils forment ce que l'on appelle le droit civil en Occident, tandis que l'application du droit des hommes est à la discrétion de chacun. L'idée est qu'un manquement aux droits de Dieu nuira à toute la communauté tandis que le fait qu'un particulier ne revendique pas ses droits ne concerne que lui. L'existence de ces « droits de Dieu » et le fait que leur application revienne au gouvernement font que l'on pourrait parler de théocratie si la charia était en vigueur dans un pays.
Le Coran ne comporte que trois occurrences de termes se rapportant à la même racine que le mot charia. L'idée de la charia est qu'à chaque communauté sont assignés un programme, un projet ou des commandements. Par la suite, sans jamais cesser de faire débat, s'est développée l'idée que la charia réglait tous les gestes du plus anodin au plus grave. La charia fixe ainsi les obligations rituelles (prières, pèlerinage, aumônes, etc.), les taxes, les expiations, le jihâd ou les punitions. La charia définit aussi différentes communautés auxquelles elle fixe des droits et des devoirs selon leur condition d'homme, de femme, de musulman, de « gens du livre » ou autre.
La mise à jour de la charia relève dans l'esprit du système légal musulman d'une découverte de ce qui est contenu de manière embryonnaire dans le Coran. Ce travail de découverte de la charia est le fiqh. La charia se découvre donc comme loi de Dieu selon une révélation « naturelle », c'est-à-dire par une recherche rationnelle. La question qui se pose aujourd'hui par rapport à la valeur de la charia héritée de l'histoire est celle de savoir si le fiqh peut donner lieu à de nouvelles interprétations ou non. Les sciences coraniques reposent l'effort de réflexion personnel appelé Ijtihad. Cet effort personnel n'autorise cependant pas n'importe qui à donner son interprétation. Dans certaines situations, l’ijtihâd doit être accomplie par chacun, mais dès lors que les musulmans sont en communauté, c'est aux savants (mujtahid) de l'accomplir tandis que le commun des croyants doit « suivre » le savant. La question reste de savoir si l'on considère aujourd'hui que les portes de l’ijtihâd sont fermées, auquel cas la charia est fixée dans la forme qu'elle a depuis le Xe siècle, ou s'il est aujourd'hui possible de le pratiquer.

### Sources
- Flavius Josèphe, Contre Apion, livre II.
- Lactance, Les Institutions divines, sept livres. Traduction de 1843 sur L'Antiquité grecque et latine., livres I à VI, trad. Pierre MONAT, Paris, Cerf, Sources Chrétiennes no 204-205 (1973), 326 (1986), 337 (1987), 377 (1992) et 509 (2007); La colère de Dieu, trad. Christiane INGREMEAU, Paris, Cerf, Sources Chrétiennes 289, 1982. Traduction de 1843 sur L'Antiquité grecque et latine.
- Savonarole, Sermons, écrits politiques et pièces du procès, Textes traduits de l'italien, présentés et annotés par Jean-Louis Fournel et Jean-Claude Zancarini, Paris, Seuil, 1993.
- Baruch Spinoza, Traité Théologico-politique, 1670, traduction de 1929 par Charles Appuhn disponible sur hyperspinoza
- Voltaire, Dictionnaire Philosophique, 1765, article Théocratie.